# Silahuin
Silahuin es una localidad peruana ubicada en el distrito de Huarmaca, perteneciente a la provincia de Huancabamba del departamento de Piura, al norte del Perú. 

## Ubicación
Silahuin se ubica al oeste de la provincia de Huancabamba, en el distrito de Huarmaca, en el departamento de Piura.

## Demografía
En 2017 Silahuin tenía una población de 15 habitantes.
| Gráfica de evolución demográfica de Silahuin entre 1993 y 2017 |
|                                                                |
| Fuentes: Población 1993 y 2017                                 |